# ソルボンヌK子
ソルボンヌK子（ソルボンヌケイこ、1957年 - ）は、日本の漫画家、元大学講師。
山口県宇部市出身。ペンネームとして旧姓の鹿野景子を用いることもある。本名、唐沢景子。元夫は著述家の唐沢俊一。

## 経歴
高校卒業後、上京し庄司陽子のアシスタントとなる。講談社の少女漫画で司みい名義でデビュー、レディースコミックやホラー漫画を多く手がける。1976年にクモ膜下出血で倒れ、翌年には外科手術にともなう輸血がもとで血清肝炎を患っている。退院後、闘病生活をもとにした作品を多数発表し、その中の一編を読んだ唐沢俊一から文通をへて結婚。夫である俊一と共著も多く、俊一の本の挿絵や漫画の多くはK子の手による物も少なくない。貸本ホラー漫画は夫婦共通の趣味であり、旧作の復刻も行っている（唐沢俊一のK子の項も参照）。2011年、唐沢俊一と離婚。

## 人物
- 貸本ホラー漫画に造詣が深く、夫の唐沢俊一とともに復刻活動を行っていた。出版社から許可が下りない場合は自費出版している[2]。
- カルトな人気を誇っていた森由岐子の復刻を行った際に、柱と呼ばれる欄外に夫（当時）の俊一と突っ込みを書き込み出版した。また、三鷹ういが漫画の手帖で本書を酷評し[3]、『S-Fマガジン』で夫（当時）の俊一が反論した[4]。
- 唐沢俊一と弟で漫画家の唐沢なをきの共同名義唐沢商会にスタッフとして参加していた漫画評論家の伊藤剛（のち離脱）から岡田斗司夫編「国際おたく大学」（光文社、1998年）誌上で夫、俊一とともに寄稿した原稿が元で名誉毀損で告訴される。裁判は1999年7月23日に和解という形で終結。被告であった、唐沢俊一とソルボンヌK子と岡田斗司夫の謝罪文はネット上に、光文社ほかによる連名の謝罪文は光文社『小説宝石』1999年9月号に掲載される結果となった。
- 元夫、唐沢俊一がかつて所属していた個人事務所の代表取締役である。

## アシスタント
- 西村有未

## 著作

### 鹿野景子名義
- 妖女の誘惑（講談社、1986年10月）
- 世紀末コレクション（大陸書房、1989年2月）
- 死女の響宴（桃園書房、1991年1月）
- マンガ年金入門―知ってトクする年金のしくみ（サンマーク、1991年6月）唐沢俊一との共著。
- ギロチン女（スコラ、1992年9月）唐沢俊一との共著。

### ソルボンヌK子名義
「入院対策雑学ノート」以外は全て唐沢俊一との共著である。
- 森由岐子の世界（白夜書房、1994年4月）森由岐子の怪奇漫画復刻集。
- 大猟奇―F脳天気（ぶんか社、1996年12月）
- 大怪奇（幻冬舎、1998年10月）
- 世界の猟奇ショー（幻冬舎、1999年6月）
- トンデモレディースコミックの逆襲（幻冬舎、2000年2月）
- 入院対策雑学ノート―いつやってくるかわからない病院での暮らしを100倍楽しむ本（ダイヤモンド社、2000年4月）今のところソルボンヌK子名義での唯一の単著。
- こんな猟奇でよかったら―命なくします（ミリオン出版、2004年3月）
- 三丁目の猟奇（ミリオン出版、2007年3月）
- 泣ける猟奇（ミリオン出版、2007年9月）
- カルトの泉〜オカルトと猟奇事件〜（ミリオン出版、2008年11月）
- 昭和ニッポン怪人伝（大和書房、2009年5月）
- この他にも唐沢俊一単独名義、島田一男らとの共著「女少説傑作選カラサワ・コレクション」にイラストなどを寄稿している。